# Hotel Francuski w Poznaniu

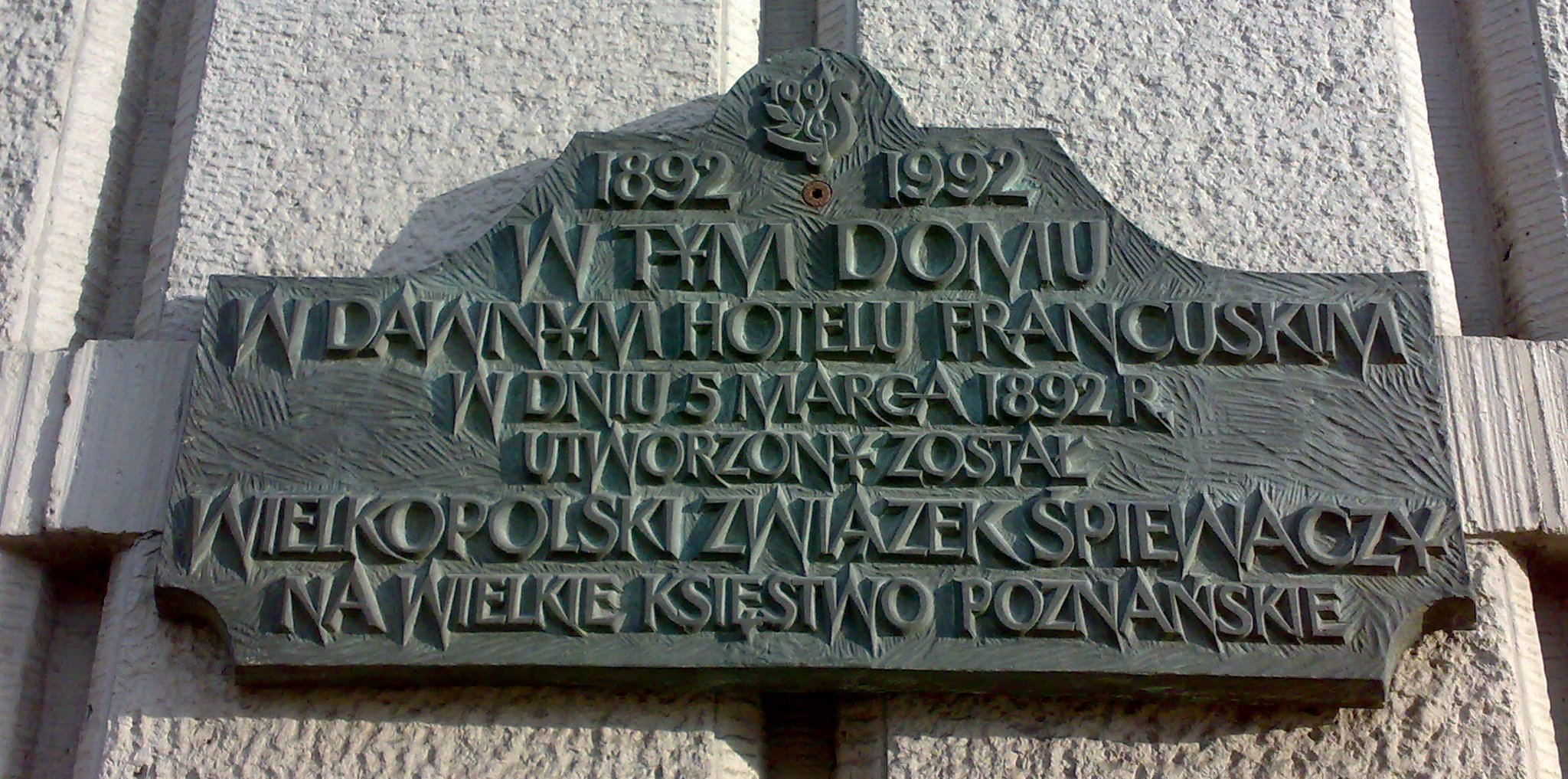
Tablica pamiątkowa na ścianie współczesnego budynku

Hotel Francuski w Poznaniu – hotel usytuowany w śródmieściu Poznania na rogu Wilhelmstrasse (późniejsze Aleje Karola Marcinkowskiego) i Bergstrasse (późniejsza ulica Podgórna). Zniszczony w czasie II wojny światowej.

## Historia
Hotel de France powstał w latach 1857–1858. Zleceniodawcą budowy hotelu projektu nieznanego architekta był hotelarz Hugon Oehmig. Pomiędzy 1872 a 1882 rokiem budynek hotelu nabył Bank Kwilecki, Potocki i Spółka, który sprzedał nieruchomość w 1885 roku, wykorzystując ją jednakże jako siedzibę spółki do 1918 roku. Od 1886 roku właścicielem budynku został Theodor Luziński, a od 1901 roku do grona właścicieli dołączyło towarzystwo Grand Hotel de France GmbH. 
Na początku XX wieku Roger Sławski rozpoczął na zlecenie Theodora Luzińskiego i spółki Grand Hotel de France GmbH przebudowę budynku, budując go praktycznie od nowa. Nowocześnie wyposażony hotel oddano do użytku w 1911 roku. Rok później hotel został przejęty przez towarzystwo „Ligia Gesellschaft”. 1 września 1921 roku właścicielem nieruchomości został Poznański Bank Ziemian Tow. Akc. W 1923 roku następnym właścicielem hotelu został Wiktor Jagielski.  
W 1945 roku budynek wraz z oficynami został zniszczony w 75–90%. W późniejszym okresie pozostałości hotelu wyburzono. W latach 50. XX wieku, najprawdopodobniej w 1953 roku, na obrysie hotelu rozpoczęto budowę kamienicy mieszkalnej wg projektu architekta Henryka Jarosza, w której zlokalizowano sklep Powszechnej Spółdzielni Spożywców. 

## Opis
Na parterze hotelu funkcjonowała restauracja, kawiarnia hotelowa „Cafe George” i ekskluzywne sklepy, a na czterech wyższych kondygnacjach ulokowano pokoje hotelowe o wysokim standardzie, do których dostęp umożliwiały klatki schodowe przylegające do szybów, w których poruszały się dwuosobowe windy. W gmachu hotelowym w 1912 roku na stałe zameldowanych było 17 osób, był także siedzibą wielu instytucji. Główne wejście do hotelu umiejscowiono od strony Alei Marcinkowskiego, natomiast od ul. Podgórnej znajdowała się brama przejazdowa prowadząca na hotelowy dziedziniec.

## Tablica
5 marca 1892 roku w budynku hotelu utworzono Związek Kół Śpiewaczych Polskich na Wielkie Księstwo Poznańskie. Wydarzenie to upamiętnia tablica umieszczona na elewacji współczesnego budynku.